# NGC 1889
NGC 1889 (другие обозначения — MCG -2-14-14, ARP 123, PGC 17196) — эллиптическая галактика (E) в созвездии Зайца. Открыта Биндоном Стони в 1851 году. Описание Дрейера: «часть двойной туманности вместе с NGC 1888». Галактика действительно находится в физической паре с NGC 1888, образует вместе с ней объект Arp 123. Удаляется от Млечного Пути со скоростью 2480 км/с. В ядре галактики дисперсия скоростей составляет около 110 км/с.
Этот объект входит в число перечисленных в оригинальной редакции «Нового общего каталога».